# Wharton Tiers
Wharton Tiers (né en 1953, à Philadelphie) est un Ingénieur du son et producteur de musique américain, par ailleurs musicien, batteur et percussionniste principalement.

## Biographie
Wharton Tiers est diplômé de la Villanova University (Radnor Township, Delaware County, Pennsylvanie); il arrive à New York City en 1976 et prend part à la scène no wave, avec Glenn Branca et ses Theoretical Girls et ses propres groupes A Band (chant, guitare) et Glorious Strangers (chant, instruments). Il joue aussi avec Laurie Anderson (batterie) à ses débuts. Il se produit aujourd'hui avec son Wharton Tiers Ensemble (batterie, guitare).
Comme Ingénieur du son et Producteur de musique, il a travaillé entre autres avec Sonic Youth, Free Kitten, White Zombie, Glenn Branca, Dinosaur Jr, Helmet, Quicksand, An Albatross, Gumball etc. À partir de 1982, il a créé son studio Wharton Tiers Studio / Fun City Studios à Manhattan; en 2007, il se délocalise à Williamsburg (Brooklyn) et crée le Kennel Recording Studio.

### Discographie personnelle
- 1978. Theoretical Girls – You Got Me / U.S. Millie, 45 t, Theoretical Records, 1978.
- 1979. À Band – Lowly Worm, 45 t, Nancy Records, 1979.
- 1980. Glorious Strangers – Why Don't You Join The Army / Media Media, 45 t, Theoretical Records, 1980.
- 1981. Laurie Anderson / John Giorno / William S. Burroughs – You're The Guy I Want To Share My Money With, 2x33 t, Giorno Poetry Systems, 1981. Batterie sur deux titres.
- 1983. Glorious Strangers – Sans titre, 33 t, Fun City Records, 1983.
- 1984. Wharton Tiers – Un titre Great Awakening sur la compilation – Tellus #3, K7, 1984.
- 1996. Wharton Tiers – Brighter Than Life, CD, 1996, Atavistic records.
- 1996. Glenn Branca – Songs '77-'79, CD, 1996, Atavistic records. 6 chansons sur 8 de Theoretical Girls.
- 1999. The Wharton Tiers Ensemble – Twilight Of The Computer Age, CD, Atavistic Records, 1999.
- 2002. Theoretical Girls – Theoretical Record, CD, Acute Records, 2002. Anthologie de titres la plupart inédits des années No Wave.

### Discographie technique

#### Producteur
Liste nécessairement incomplète...
- Y Pants – Beat It Down, 33 t, Neutral records, 1982.
- Glenn Branca – Symphony No. 1 (Tonal Plexus), K7, ROIR, 1983, rééditions en CD et 33 t. Coproducteur, mixing, mastering, claviers, percussion, guitares.
- Sonic Youth – Kill Yr Idols, Maxi45 t, Zensor, 1983. Coproducteur.
- Sonic Youth – Confusion Is Sex, Neutral/Zensor 1983, SST Records, 33 t, 1987. Coproducteur, coïngénieur.
- Sonic Youth – Death Valley '69, Maxi45 t, Blast First, Homestead Records, 1985. Producteur et ingénieur sur certains titres.
- Das Damen – Das Damen, 33 t, SST Records, 1986. Coproducteur.
- Glenn Branca – Edmond, Maxi45 t, Schauspiel Staatstheater Stuttgart, 1986.
- Das Damen – Jupiter Eye, 33 t, SST Records, 1987. Coproducteur.
- Of Cabbages And Kings – Of Cabbages And Kings, Maxi en 33 t, Purge/Sound League, 1987. Ingénieur, coproducteur.
- Das Damen – Marshmellow Conspiracy, Maxi45 t, SST Records, 1988. Coproducteur.
- Das Damen – Triskaidekaphobe, 33 t, SST Records, 1988. Producteur.
- Blow 454 – Wipeout '88, 45 t, Crash records, 1988. Ingénieur, coproducteur.
- Pussy Galore / Black Snakes – Penetration Of The Centrefold/One Shot World, 45 t, Supernatural Organization, 1988. Coproduction, enregistrement pour Black Snakes.
- Of Cabbages And Kings – Face, 33 t, Purge/Sound League, 1988. Ingénieur, coproducteur.
- Compilation – Mondo Stereo, 33 t, Tinnitus Records, 1988. Coproducteur pour Of Cabbages And Kings
- Sonic Youth / Mudhoney – Touch Me I'm Sick / Halloween, 45 t, Sub Pop Records 1988; Maxi 45 t, Blast First, 1989. Coproducteur, ingénieur pour SY.
- Cop Shoot Cop – Headkick Facsimile, mini33 t, Supernatural Organization, 1989.
- Glenn Branca – Symphony No. 6 (Devil Choirs At The Gates Of Heaven), 33 t/CD, Blast First/Torso/Restless Records; 33 t, Didi Music, 1989.
- Lunachicks – Sugar Luv, CD Maxi, Blast First, 1989.
- Compilation - Scumbait #1, 45 t, Treehouse Records, 1989. Coproducteur, ingénieur pour Unsane NYC.
- Sloth – Fetch The Wedge, 45 t, Baylor Records, 1989. Ingénieur, coproducteur.
- Compilation – Tourney Into Pain, 4xK7, C60, Beast 666 Tapes, 1989. Ingénieur, coproducteur pour Sloth.
- Sonic Youth – Kool Thing, 45 t, Maxi45 t, CD Maxi et single, K7, DGC/Geffen Records, 1990. Coproducteur sur un titre.
- Unrest – Kustom Karnal Blackxploitation, 33 t, Caroline Records, 1990.
- Of Cabbages And Kings – Basic Pain Basic Pleasure, 33 t/CD, 1990. Ingénieur, coproducteur.
- Sonic Youth - Disappearer, Maxi45 t/CDMaxi, DGC, 1990. Coproducteur sur un titre.
- Compilation – Dope-Guns-'N-Fucking In The Streets (Volumes 4-7), CD, Amphetamine Reptile Records, 1990. Production pour un titre de Helmet (groupe) et un titre de Unsane.
- Surgery – Feedback / Fried, 45 t, Amphetamine Reptile Records, 1990. Coproducteur.
- Sonic Youth – Personality Crisis, 45 t, DGC, 1990; offert avec le n° de nov.1990 de Sassy Magazine. Coproducteur sur un titre.
- H.P. Zinker – ...And There Was Light, Maxi45 t, Matador Records, 1990.
- H.P. Zinker – The Know-It-All, 45 t, Matador Records, 1990. Coproducteur.
- Mark E. – Sammy Supreme My Man!, 45 t 10 titres, Teenbeat, 1990.
- Surgery – Nationwide, 33 t/K7/CD, Amphetamine Reptile Records, 1990. Coproducteur.
- Dean Wareham – Anesthesia, 45 t/maxi45 t, CDmaxi, Mint Tea Jungle, 1991.
- Unsane – Unsane, 33 t/CD, Matador records /City Slang, 1991. Coproducteur.
- Alice Donut / Da Willys – Love Rollercoaster / Egg, 45 t, Rave 1991. Producteur DW.
- Unrest – A Factory Record, 45 t, Sub Pop Records, 1991.
- Nausea – Cybergod, 45 t, Allied Recordings (US), 1991. Ingénieur, coproducteur.
- Compilation – Dope-Guns-'N-Fucking In The Streets Volume Seven, 45 t, Amphetamine Reptile Records, 1991. Producteur du titre de Unsane.
- Compilation – Mesomorph Enduros, 33 t, Big Cat UK Records, 1992. Coproducteur et ingénieur ditre de Of Cabbages And Kings.
- Glenn Branca Featuring Z'EV – Symphony No. 2 (The Peak Of The Sacred), CD, Atavistic Records, 1992. Comixeur, coïngénieur, coproducteur.
- Biohazard – Urban Discipline, 33 t, Roadrunner Records, 1992; 2x33 t, 2007. Coproducteur.
- Glenn Branca – The World Upside Down, CD, Les disques du crépuscule, 1992; Atavistic Records, 1994.
- Of Cabbages And Kings – Hunter's Moon, CD, Les Disques du Soleil et de l'Acier, Triple X Records, 1992. Ingénieur, coproducteur.
- Carsick Cars – You Can Listen You Can Talk, CD, Maybe Mars/Fly Fast Records (Chine), 2009. Production, mixing, mastering; piano et guitare Bottleneck sur un titre.

#### Autres crédits
Liste nécessairement incomplète... Les albums où il produit ou coproduit aussi sont indiqués plus haut.
- Barbara Barg / Barbara Ess – 	A Streetcar Named Desire, For Blanche (Excerpts From), un titre sur compilation – Special Double Audio Visual Issue, 2xK7, Tellus, 1984. Enregistrement, mixage.
- GG Allin & The Holy Men – You Give Love A Bad Name, 33 t, Homestead Records. Sequençage.
- 'S Go – Abbreviated, 33 t, Daisy Records, 1985. Édition.
- Sharky's Machine – A Little Chin Music, 33 t, Love's Simple Dreams, 1986. Ingénieur.
- Bewitched – Chocolate Frenzy, maxi45 t, Shove Records, 1986. Ingénieur.
- Can – Sacrilege: The Remixes, 2xCD, 2x33 t, Mute Records/Spoon Records/PIAS Benelux, 1997. Coremixeur pour Spoon (Sonic Youth Mix).
- Carlos Giffoni, Lee Ranaldo, Nels Cline, Thurston Moore, Four Guitars Live, CD, Important Records, 2006. Mixage.
- Miracles – Pioneers / Inside The Light Outside, Maxi45 t, Autoproduit, 2007. Enregistrement.
- Miracles – Colony Collapse, CD, Creative Capitalism, 2008. Enregistrement sur un titre.